# Coenosia capitulata
Coenosia capitulata är en tvåvingeart som beskrevs av Stein 1910. Coenosia capitulata ingår i släktet Coenosia och familjen husflugor.
Artens utbredningsområde är Sri Lanka. Inga underarter finns listade i Catalogue of Life.